# You're the greatest lover
You're the greatest lover is een nummer van de Nederlandse meidengroep Luv'. Het lied kwam uit in 1978 en stond vijftien weken in de Nederlandse Top 40, waarvan vier weken op de eerste plaats. Het werd geschreven door Hans van Hemert en Piet Souer, onder de pseudoniemen Janschen & Janschens, en geproduceerd door Van Hemert.

## Hitnoteringen

### Nederlandse Top 40
| Hitnotering: 29-07-1978 t/m 04-11-1978 | Hitnotering: 29-07-1978 t/m 04-11-1978 | Hitnotering: 29-07-1978 t/m 04-11-1978 | Hitnotering: 29-07-1978 t/m 04-11-1978 | Hitnotering: 29-07-1978 t/m 04-11-1978 | Hitnotering: 29-07-1978 t/m 04-11-1978 | Hitnotering: 29-07-1978 t/m 04-11-1978 | Hitnotering: 29-07-1978 t/m 04-11-1978 | Hitnotering: 29-07-1978 t/m 04-11-1978 | Hitnotering: 29-07-1978 t/m 04-11-1978 | Hitnotering: 29-07-1978 t/m 04-11-1978 | Hitnotering: 29-07-1978 t/m 04-11-1978 | Hitnotering: 29-07-1978 t/m 04-11-1978 | Hitnotering: 29-07-1978 t/m 04-11-1978 | Hitnotering: 29-07-1978 t/m 04-11-1978 | Hitnotering: 29-07-1978 t/m 04-11-1978 | Hitnotering: 29-07-1978 t/m 04-11-1978 |
| Week                                   | 1                                      | 2                                      | 3                                      | 4                                      | 5                                      | 6                                      | 7                                      | 8                                      | 9                                      | 10                                     | 11                                     | 12                                     | 13                                     | 14                                     | 15                                     |                                        |
| -------------------------------------- | -------------------------------------- | -------------------------------------- | -------------------------------------- | -------------------------------------- | -------------------------------------- | -------------------------------------- | -------------------------------------- | -------------------------------------- | -------------------------------------- | -------------------------------------- | -------------------------------------- | -------------------------------------- | -------------------------------------- | -------------------------------------- | -------------------------------------- | -------------------------------------- |
| Nummer                                 | 25                                     | 16                                     | 10                                     | 5                                      | 3                                      | 1                                      | 1                                      | 1                                      | 1                                      | 2                                      | 4                                      | 6                                      | 16                                     | 36                                     | 40                                     | uit                                    |

### Nationale Hitparade
| Hitnotering: 29-07-1978 t/m 11-11-1978 | Hitnotering: 29-07-1978 t/m 11-11-1978 | Hitnotering: 29-07-1978 t/m 11-11-1978 | Hitnotering: 29-07-1978 t/m 11-11-1978 | Hitnotering: 29-07-1978 t/m 11-11-1978 | Hitnotering: 29-07-1978 t/m 11-11-1978 | Hitnotering: 29-07-1978 t/m 11-11-1978 | Hitnotering: 29-07-1978 t/m 11-11-1978 | Hitnotering: 29-07-1978 t/m 11-11-1978 | Hitnotering: 29-07-1978 t/m 11-11-1978 | Hitnotering: 29-07-1978 t/m 11-11-1978 | Hitnotering: 29-07-1978 t/m 11-11-1978 | Hitnotering: 29-07-1978 t/m 11-11-1978 | Hitnotering: 29-07-1978 t/m 11-11-1978 | Hitnotering: 29-07-1978 t/m 11-11-1978 | Hitnotering: 29-07-1978 t/m 11-11-1978 | Hitnotering: 29-07-1978 t/m 11-11-1978 | Hitnotering: 29-07-1978 t/m 11-11-1978 |
| Week                                   | 1                                      | 2                                      | 3                                      | 4                                      | 5                                      | 6                                      | 7                                      | 8                                      | 9                                      | 10                                     | 11                                     | 12                                     | 13                                     | 14                                     | 15                                     | 16                                     |                                        |
| -------------------------------------- | -------------------------------------- | -------------------------------------- | -------------------------------------- | -------------------------------------- | -------------------------------------- | -------------------------------------- | -------------------------------------- | -------------------------------------- | -------------------------------------- | -------------------------------------- | -------------------------------------- | -------------------------------------- | -------------------------------------- | -------------------------------------- | -------------------------------------- | -------------------------------------- | -------------------------------------- |
| Nummer                                 | 49                                     | 12                                     | 5                                      | 3                                      | 3                                      | 1                                      | 1                                      | 1                                      | 1                                      | 1                                      | 2                                      | 5                                      | 9                                      | 16                                     | 36                                     | 39                                     | uit                                    |

### NPO Radio 2 Top 2000
| Nummer met noteringen in de NPO Radio 2 Top 2000 | '01  | '02 | '03  | '04-'05 | '06  |
| ------------------------------------------------ | ---- | --- | ---- | ------- | ---- |
| You're the Greatest Lover                        | 1191 | -   | 1843 | -       | 1978 |

1. ↑  Een '-' betekent dat het nummer niet was genoteerd en een vetgedrukt getal geeft de hoogste notering aan.
2. ↑  2001 was het eerste jaar met een notering voor dit nummer.
3. ↑  Deze tabel is bijgewerkt tot en met de laatste editie (2024).